# Instituto de Seguridad Social para las Fuerzas Armadas Mexicanas
El Instituto de Seguridad Social para las Fuerzas Armadas Mexicanas (ISSFAM) es un organismo descentralizado sectorizado a la Secretaría de la Defensa Nacional dedicada a brindar seguridad social de salud, vivienda y pensionaria a los miembros activos y retirados de las Fuerzas Armadas de México, así como a sus familiares.
El Instituto de Seguridad Social para las Fuerzas Armadas Mexicanas  es parte de la membresía de la Conferencia Interamericana de Seguridad Social, organismo internacional técnico y especializado, que tiene el objetivo de fomentar el desarrollo de la protección y seguridad social en América. 

## Historia
El 16 de octubre de 1829 fue aprobado el Reglamento General de la Gran Casa Nacional de Inválidos, mismo que fue establecido por Vicente Guerrero. En este documento se establecieron reglas para el asilo a militares por servicios calificados a la patria. No es sino hasta 1917 que se consagraron las garantías sociales de Seguridad Social en la Constitución.
1829 Con fecha 16 de octubre, se aprobó el Reglamento General de la Gran Casa Nacional de Inválidos establecida en México por el Escmo. Sr. General de División, benemérito de la Patria y segundo Presidente de los Estados Unidos Mexicanos D. Vicente Guerrero. En este documento se establecían las reglas para el funcionamiento de dicha casa y las condiciones para el otorgamiento del beneficio. “… servirá de asilo á los militares beneméritos ó particulares que por servicios calificados a la patria, hayan sacrificado una parte de su existencia en el campo del honor, ó en comisiones peligrosas de sumo interés á la patria, que se le hubiecen confiado y calificase tales el supremo gobierno”…. 
1917 Quedan consagradas las garantías sociales en la Constitución, que se referían de manera enunciativa a la Seguridad Social y las normas y regulaciones que le han ido actualizando. Posteriormente, se especificaron a los sujetos y objetos materia de la Seguridad Social, imprimiéndoles una evolución que ha requerido la participación de diversas instituciones que se desarrollan actualmente en un amplio panorama que abarca a diversos sectores del País y gran parte del mundo.
1925 Se creó la Dirección General de Pensiones Civiles y de Retiro, la cual otorgaba a todos los prestadores de servicios del estado los beneficios de seguridad social.
1926 Se expide la “Ley de Retiros y Pensiones del Ejército y la Armada Nacionales”.
1929 La evolución que ha sufrido el Instituto de Seguridad Social para las Fuerzas Armadas Mexicanas resulta significativa en la historia de México como precursor de la Seguridad Social, toda vez que, con la reforma dada a la Constitución Política en el año de 1929, se establece un Sistema de Seguros Obligatorio. 
1936 Surge el Decreto que crea el Fondo de Ahorro del Ejército, así como su Reglamento.
1939 La “Ley de Retiros y Pensiones del Ejército y la Armada Nacionales”, sufre modificaciones, con el objeto de incrementar los beneficios. 
1946 Surge el Decreto por el cual se crea el Banco Nacional del Ejército y la Armada.
1953 Surge la “Ley del Seguro de Vida Militar ”. 
1955 El Congreso de la Unión aprobó un decreto del Ejecutivo Federal por medio del cual se reforma la Ley de Retiros y Pensiones Militares, y se crea la Dirección de Pensiones Militares, entidad con personalidad jurídica y patrimonio propio y con ubicación en la Ciudad de México, algunos de sus objetivos primordiales eran el manejo de pensiones, compensaciones y haberes de retiro.
1961 Es emitida la “Ley de Seguridad Social para las Fuerzas Armadas” mediante la cual se abroga la Ley de Seguro de Vida Militar.
1976 Surge el 29 de junio de 1976 entrando en vigor a los 30 días después de su publicación en el Diario Oficial de la Federación, de 1976 la “Ley del Instituto de Seguridad Social para las Fuerzas Armadas Mexicanas, abrogando la “Ley de Retiros y Pensiones Militares”, de 30 de diciembre de 1955, el decreto que creó la “Dirección de Pensiones Militares”, de 26 de diciembre de 1955, la “Ley de Seguridad Social para las Fuerzas Armadas” de 30 de diciembre de 1961, y se derogan todas las disposiciones que se opongan a la presente Ley.
1995 Por acuerdo Presidencial de fecha 14 de septiembre de 1995, publicado en el Diario Oficial de la Federación, el día 25 de septiembre del mismo año, se abrogó el acuerdo de fecha 19 de agosto de 1988, generando a partir de esta fecha el derecho a recibir los nuevos beneficios del Seguro Colectivo de Retiro para militares que soliciten su retiro, se encuentren inutilizados en actos fuera del servicio en primera o segunda categoría o fallezcan en actos fuera del servicio y hayan cumplido 20 o más años de servicios prestados; los que se inutilicen en actos dentro del servicio o como consecuencia de ellos en primera o segunda categoría, los beneficiarios de los militares que fallezcan en actos dentro del servicio en ambos casos, sin tomar en cuenta los años de servicios prestados. 
2000 El 1 de noviembre, por acuerdo se otorga el beneficio del Seguro Institucional, proporcionado a los Militares que ostentan un puesto como Servidor Público, mediante un convenio que regulaba la operación y administración del mismo. 

2003 Con la finalidad de continuar asegurando el bienestar de la Familia Militar, con fecha 9 de agosto, entró en vigor la Nueva Ley del Instituto de Seguridad Social para las Fuerzas Armadas Mexicanas. 
2006 Como uno de los principales retos en los que se encuentra inmersa esta Entidad y con el fin de fortalecer la calidad en el otorgamiento de las prestaciones se realizaron actualizaciones a la Ley del ISSFAM, autorizándose la última reforma el 8 de mayo de 2006.